# 147397 Бобгейзел
147397 Бобгейзел (147397 Bobhazel) — астероїд головного поясу, відкритий 30 березня 2003 року.
Тіссеранів параметр щодо Юпітера — 3,254.